# Echoes (álbum)
Echoes —en español: Ecos — es el tercer álbum de estudio del cantante y compositor Indonense Anggun. El álbum fue lanzado por primera vez el 27 de mayo de 2011 en Indonesia, así como el álbum de lengua francesa que se lanzará el 7 de noviembre de 2011. Este es el primer álbum internacional producida únicamente por Anggun y también el primer álbum lanzado bajo el sello privado denominado abril agraciada Tierra. Para la distribución del álbum, Anggun ayudado por los grandes sellos "Warner Music Group" de Europa y "Sony Music Entertainment" a la región asiática. En este álbum agraciada escribiendo más canciones sobre la vida. El propio título del álbum está tomado de la mitología griega.

## Lista de canciones

### Edición Estándar
| Edisi internasional |                                     |                                             |          |  |
| N.º                 | Título                              | Escritor(es)                                | Duración |  |
| 1.                  | «Echo (You and I)»                  | Anggun, Jean-Pierre Pilot, William Rousseau | 2:59     |  |
| 2.                  | «Buy Me Happiness»                  | Anggun, Vincent Baguian, Pilot, Rousseau    | 3:11     |  |
| 3.                  | «Only Love»                         | Anggun, Marie Bastide, Gioacchino Maurici   | 4:04     |  |
| 4.                  | «Weapons»                           | Anggun, Baguian, Pilot, Rosseau             | 3:09     |  |
| 5.                  | «Lie to Me]]»                       | Anggun, Bastide, Christophe Cottin, Maurici | 4:20     |  |
| 6.                  | «Impossible»                        | Anggun, Baguian, Pilot, Rosseau             | 3:11     |  |
| 7.                  | «Eternal»                           | Anggun, Bastide, Maurici                    | 3:55     |  |
| 8.                  | «Rollercoaster»                     | Anggun, Alain Ekpop, Axel Bauer             | 4:31     |  |
| 9.                  | «My Addiction»                      | Anggun, Baguian, Pilot, Rosseau             | 2:58     |  |
| 10.                 | «A Stranger»                        | Anggun, Bastide, Maurici                    | 3:48     |  |
| 11.                 | «Cold War»                          | Anggun, Bastide, Maurici                    | 3:58     |  |
| 12.                 | «Year of the Snake»                 | Anggun, Bastide, Maurici                    | 4:40     |  |
| 13.                 | «Silent Vow»                        | Anggun, Baguian, Pilot, Rosseau             | 3:15     |  |
| 14.                 | «Let It Be Me»                      | Gilbert Bécaud, Mann Curtis, Pierre Delanoë | 2:54     |  |
| 15.                 | «Snow on the Sahara (2012 Version)» | Erick Benzi, Nikki Matheson                 | 4:45     |  |

| Indonesia y Malasia edición |                                                    |                                                              |          |  |
| N.º                         | Título                                             | Escritor(es)                                                 | Duración |  |
| 1.                          | «Buy Me Happiness»                                 | Anggun, Vincent Baguian, Jean-Pierre Pilot, William Rousseau | 3:11     |  |
| 2.                          | «Hanyalah Cinta»                                   | Anggun, Marie Bastide, Gioacchino Maurici                    | 4:04     |  |
| 3.                          | «Weapons»                                          | Anggun, Vincent Baguian, Jean-Pierre Pilot, William Rosseau  | 3:09     |  |
| 4.                          | «Yang Terlarang»                                   | Anggun, Marie Bastide, Christophe Cottin, Gioacchino Maurici | 4:20     |  |
| 5.                          | «Impossible»                                       | Anggun, Vincent Baguian, Jean-Pierre Pilot, William Rosseau  | 3:11     |  |
| 6.                          | «Eternal»                                          | Anggun, Marie Bastide, Gioacchino Maurici                    | 3:55     |  |
| 7.                          | «Rollercoaster»                                    | Anggun, Alain Ekpop, Axel Bauer                              | 4:31     |  |
| 8.                          | «My Addiction»                                     | Anggun, Vincent Baguian, Jean-Pierre Pilot, William Rosseau  | 2:58     |  |
| 9.                          | «A Stranger»                                       | Anggun, Marie Bastide, Gioacchino Maurici                    | 3:48     |  |
| 10.                         | «Cold War»                                         | Anggun, Marie Bastide, Gioacchino Maurici                    | 3:58     |  |
| 11.                         | «Year Of the Snake»                                | Anggun, Marie Bastide, Gioacchino Maurici                    | 4:40     |  |
| 12.                         | «Silent Vow»                                       | Anggun, Vincent Baguian, Jean-Pierre Pilot, William Rosseau  | 3:15     |  |
| 13.                         | «Berkilaulah» (bonus track)                        | Anggun, Marie Bastide, Gioacchino Maurici                    | 3:56     |  |
| 14.                         | «Only Love» (bonus track)                          | Anggun, Marie Bastide, Gioacchino Maurici                    | 4:04     |  |
| 15.                         | «Count On Me» (bonus track)                        | Anggun, Jean-Luc Raboul, Raphael Alazraki                    | 3:24     |  |
| 16.                         | «Sorry» (bonus track)                              | Anggun                                                       | 3:20     |  |
| 17.                         | «Always You» (Schiller feat. Anggun) (bonus track) | Schiller                                                     | 4:53     |  |

### Versiones en francés
| N.º | Título                   | Escritor(es)                                                             | Duración |  |
| 1.  | «Je crois en tout»       | Vincent Baguian, Jean-Pierre Pilot, William Rousseau                     | 3:16     |  |
| 2.  | «Je partirai»            | Christophe Cottin, Marie Bastide, Gioacchino Maurici                     | 4:22     |  |
| 3.  | «L'etiquette»            | Vincent Baguian, Jean-Pierre Pilot, William Rousseau                     | 3:11     |  |
| 4.  | «Mon meilleur amour»     | Marie Bastide, Gioacchino Maurici                                        | 4:06     |  |
| 5.  | «Psychomaniaque»         | Vincent Baguian, Jean-Pierre Pilot, William Rousseau                     | 3:13     |  |
| 6.  | «Toi l'éternelle»        | Marie Bastide, Gioacchino Maurici                                        | 3:58     |  |
| 7.  | «Promets-moi le ciel»    | Alain Ekpob, Axel Bauer                                                  | 4:34     |  |
| 8.  | «Mon cœur»               | Vincent Baguian, Jean-Pierre Pilot, William Rousseau                     | 3:01     |  |
| 9.  | «Déracinée»              | Marie Bastide, Gioacchino Maurici                                        | 3:50     |  |
| 10. | «Oser»                   | Marie Bastide, Gioacchino Maurici                                        | 4:00     |  |
| 11. | «L'année du serpent»     | Marie Bastide, Gioacchino Maurici                                        | 4:42     |  |
| 12. | «J'ai appris le silence» | Vincent Baguian, Jean-Pierre Pilot, Olivier Schultheis, William Rousseau | 3:16     |  |

| Bonus tracks edición coleccionista limitada |                                  |                                                              |          |  |
| N.º                                         | Título                           | Escritor(es)                                                 | Duración |  |
| 13.                                         | «Buy Me Happiness»               | Anggun, Vincent Baguian, Jean-Pierre Pilot, William Rousseau | 3:11     |  |
| 14.                                         | «Weapons»                        | Anggun, Vincent Baguian, Jean-Pierre Pilot, William Rousseau | 3:09     |  |
| 15.                                         | «Impossible»                     | Anggun, Vincent Baguian, Jean-Pierre Pilot, William Rousseau | 3:11     |  |
| 16.                                         | «Il» (duet with Gérard Lenorman) | Guy Stornick                                                 | 3:24     |  |

| Número especial |                                     |                                                                          |          |  |
| N.º             | Título                              | Escritor(es)                                                             | Duración |  |
| 1.              | «Echo (You and I)»                  | Anggun, Jean-Pierre Pilot, William Rousseau                              | 2:59     |  |
| 2.              | «Je crois en tout»                  | Vincent Baguian, Jean-Pierre Pilot, William Rousseau                     | 3:16     |  |
| 3.              | «Je partirai»                       | Christophe Cottin, Marie Bastide, Gioacchino Maurici                     | 4:22     |  |
| 4.              | «L'etiquette»                       | Vincent Baguian, Jean-Pierre Pilot, William Rousseau                     | 3:11     |  |
| 5.              | «Mon meilleur amour»                | Marie Bastide, Gioacchino Maurici                                        | 4:06     |  |
| 6.              | «Psychomaniaque»                    | Vincent Baguian, Jean-Pierre Pilot, William Rousseau                     | 3:13     |  |
| 7.              | «Toi l'éternelle»                   | Marie Bastide, Gioacchino Maurici                                        | 3:58     |  |
| 8.              | «Promets-moi le ciel»               | Alain Ekpob, Axel Bauer                                                  | 4:34     |  |
| 9.              | «Mon cœur»                          | Vincent Baguian, Jean-Pierre Pilot, William Rousseau                     | 3:01     |  |
| 10.             | «Déracinée»                         | Marie Bastide, Gioacchino Maurici                                        | 3:50     |  |
| 11.             | «Oser»                              | Marie Bastide, Gioacchino Maurici                                        | 4:00     |  |
| 12.             | «L'année du serpent»                | Marie Bastide, Gioacchino Maurici                                        | 4:42     |  |
| 13.             | «J'ai appris le silence»            | Vincent Baguian, Jean-Pierre Pilot, Olivier Schultheis, William Rousseau | 3:16     |  |
| 14.             | «Quelques mots d'amour»             | Michel Berger                                                            | 3:31     |  |
| 15.             | «La neige au Sahara (2012 Version)» | Erick Benzi                                                              | 4:45     |  |